# Mimo y Los Jumps
Mimo y Los Jumps est un groupe de rock 'n' roll espagnol, originaire de Madrid, actif entre 1959 et 1962. Ils sont considérés, avec d'autres groupes tels que Los Pájaros Locos, El Dúo Dinámico, Los Milos et Los Rocking Boys, comme de véritables pionniers du rock en Espagne.

## Histoire
Pilar García de la Mata était une jeune fille madrilène, issue d'une famille de la classe supérieure, qui a remporté en 1959 un concours télévisé pour jeunes talents intitulé <<Salto a la Fama>>, en interprétant des chansons de rock 'n' roll (curieusement, la célèbre Rocío Dúrcal, qui le sera plus tard, s'était également présentée au même concours). En conséquence, il est signé par le label Variety, et adopte le nom de scène de Mimo. En 1960, il enregistre un album intitulé <<Mimo's Rock>>, composé de quatre chansons chantées en anglais. Il s'agit de reprises de chansons de Dion and the Belmonts et de Paul Anka, ainsi que d'une composition personnelle de Pilar. Son style, clairement influencé par les débuts du rock 'n' roll et du doo-wop, rappelle quelque peu celui de la star américaine Brenda Lee.
Avant la fin de l'année, ils changent de label et passent à Philips. Au même moment, ils rejoint les frères Jorge, Jaime et Miguel Celada (respectivement à la batterie, à la guitare rythmique et à la guitare solo) et l'hispano-filipino Ricky Morales. C'est ainsi que sont nés Mimo y Los Jumps. Le groupe enregistre trois autres EP entre 1961 et 1962, déjà chantés en espagnol. Ils obtiennent ainsi un succès commercial considérable. Leur style, sans abandonner le rock 'n' roll et le doo-wop d'origine, s'adapte aux nouvelles tendances venues d'Italie et surtout de France, comme le pop yéyé et le twist.
En 1962, Miguel Celadas et Ricky Morales sont parfois remplacés par le frère de ce dernier, Antonio « Junior » Morales, qui fait également du chant et des chœurs mais n'est pas un membre officiel. Le groupe continue à se produire sur le circuit madrilène jusqu'à la fin de la même année, lorsque Mimo quitte le groupe et abandonne la musique. Les Jumps seront encore actifs pendant quelques mois, mais en 1963, le groupe se sépare,.
Ricky Morales rejoindra les proto-garajeros Shakers tandis que son frère Antonio rejoindra Los Pekenikes en tant que chanteur. Et, à la fin de 1964, il fondera (avec Fernando Arbex, Juan Pardo et Manuel González) le célèbre Los Brincos.

## Discographie
- 1960 : <<Mimo's Rock>> (EP ; Variety)
- 1961 : <<Mimo y sus Rocks>> (EP ; Philips)
- 1962 : <<Speedy Gonzales>> (EP ; Philips)
- 1962 : Adiós mundo cruel/ Oh, oh, Rosy / Déjame bailar / Twist sensacional (EP ; Philips)